# GSC2855-478
GSC2855-478 — хімічно пекулярна зоря спектрального класу A2, що має видиму зоряну величину в смузі V приблизно  9,9.

## Пекулярний хімічний вміст
Зоряна атмосфера HD  4750 має підвищений вміст 
Si
.